# Pierre Mégnin

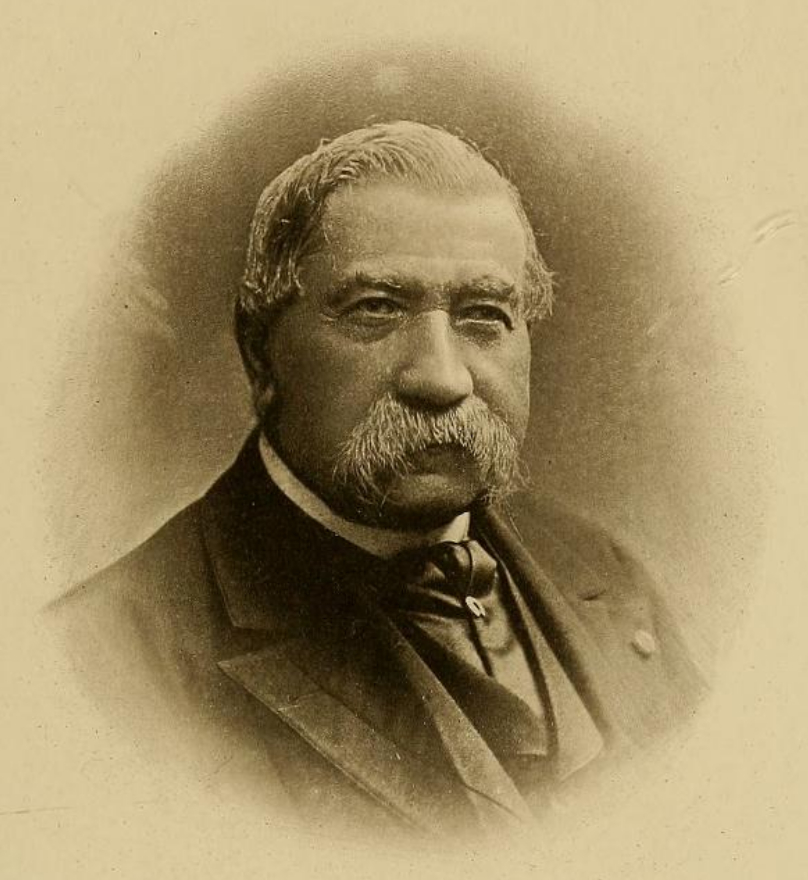
Pierre Mégnin 1885

Jean Pierre Mégnin (geb. 16. Januar 1828 in Hérimoncourt; gest. 31. Dezember 1905 in Vincennes) war ein französischer Tierarzt und Entomologe. Mit der Erforschung der Insekten- und Milbenfauna bei Leichen war er einer der Begründer der forensischen Entomologie. Darüber hinaus lieferte er zahlreiche Beiträge zur Kynologie.
Mégnin studierte an der École nationale vétérinaire d’Alfort und erhielt am 14. August 1853 seine Approbation als Tierarzt. Danach schlug er eine Offizierslaufbahn ein und besuchte die Kavallerieschule in Saumur. Anschließend diente er bis zu seinem Ruhestand im Jahr 1874 in verschiedenen Artillerieregimentern. Während des Deutsch-Französischen Kriegs geriet seine Einheit 1870 in Kriegsgefangenschaft, so dass er mehrere Monate in Deutschland verbrachte. 1875 wurde Mégnin Mitglied der Société entomologique de France. 1878 begann er sich für Wadenstecher zu interessieren und schrieb 1880 ein Standardwerk über blutsaugende Insekten. 1879 wurde er Präsident der Société entomologique de France. 1893 wurde er in die Sektion Veterinärmedizin der Académie nationale de médecine gewählt.

## Werke
- Le chien : histoire, hygiène, médecine ; "vade-mecum" de l'éleveur et de l'amateur de chiens, E. Deyrolle, Paris, 286 Seiten, 1877
- L'ami du cheval, simple conseil sur l'élevage, l'hygiène, la médecine et l'achat des chevaux, J. Lefort, Paris, 173 Seiten, 1877
- La maréchalerie française, son histoire depuis son origine, J. Dumaine, Paris, 160 Seiten, 1867
- Hygiène du cheval, la ferrure, E. Deyrolle fils, Paris, 192 Seiten, 1879
- Les parasites et les maladies parasitaires chez l'homme, les animaux domestiques et les animaux sauvages avec lesquels ils peuvent être en contact. Insectes, Arachnides, Crustacés. Paris, G. Masson, Editeur, Librairie de l'Académie de Médecine, 478 Seiten, 1880. biodiversitylibrary.org biodiversitylibrary.org
- L'anémie pernicieuse des chiens de meutes causée par l'ankylostome, E. Deyrolle, Paris, 20 Seiten, 1882
- Le chien, histoire, hygiène, médecine, E. Deyrolle, Paris, 476 Seiten, 1883
- Les acariens parasites, G. Masson, Paris, 183 Seiten, 1892
- Médecine des oiseaux, L’Éleveur, Vincennes, 400 Seiten, 1893
- La faune des cadavres, application de l'entomologie à la médecine légale, G. Masson, Paris, 214 Seiten, 1894
- Le cheval et ses races, L’Éleveur, Vincennes, 487 Seiten, 1895
- Les chenils et leur hygiène, L’Éleveur, Vincennes, 202 Seiten, 1896
- Histoire du chien depuis les temps les plus reculés, origine des races et leur classification, L’Éleveur, Vincennes, 1897
- Les chiens d'arrêt, L’Éleveur, Vincennes, 1898
- Les lévriers, les chiens courants, les bassets, L’Éleveur, Vincennes, 1899
- Les chiens de berger, chiens de garde, chiens à vermine et chiens de luxe, L’Éleveur, Vincennes, 1900
- Histoire du harnachement et de la ferrure du cheval, L’Éleveur, Vincennes, 479 Seiten, 1904